# Deutsche Cadre-47/2-Meisterschaft 1961/62

Veranstaltungsort: Opladen

Die Deutsche Cadre-47/2-Meisterschaft 1961/62 war eine Billard-Turnierserie und fand vom 21. bis zum 24. September 1961 in Opladen, einem Stadtteil von Leverkusen, zum 35. Mal statt.

## Geschichte
Ungefährdet gewann der Düsseldorfer Siegfried Spielmann seinen dritten Deutschen Meistertitel im Cadre 47/2. Platz zwei belegte der zum 1. FC Saarbrücken gewechselte Titelverteidiger August Tiedtke. Seine insgesamt siebte Medaille im Cadre 47/2 gewann der drittplatzierte Kölner Ernst Rudolph.

## Turniermodus
Das ganze Turnier wurde im Round-Robin-System bis 400 Punkte mit Nachstoß gespielt. Bei MP-Gleichstand wurde in folgender Reihenfolge gewertet:
Bei MP-Gleichstand wurde in folgender Reihenfolge gewertet:
1. MP = Matchpunkte
2. GD = Generaldurchschnitt
3. HS = Höchstserie

## Abschlusstabelle
| MP    | Match Points (Sieger = 2; Unentschieden = 1; Verlierer = 0) |
| Pkte. | Erzielte Karambolagen                                       |
| Aufn. | Benötigte Versuche                                          |
| GD    | Generaldurchschnitt                                         |
| BED   | Bester Einzeldurchschnitt eines Spielers                    |
| HS    | Höchstserie                                                 |
|       | Bester GD des Turniers                                      |
|       | Bester ED des Turniers                                      |
|       | Beste HS des Turniers                                       |
|       | 1. Platz (Gold)                                             |
|       | 2. Platz (Silber)                                           |
|       | 3. Platz (Bronze)                                           |

| Klassement                 | Klassement                               | Klassement | Klassement | Klassement | Klassement | Klassement | Klassement |
| Platz                      | Name                                     | MP         | Pkte.      | Aufn.      | GD         | BED        | HS         |
| -------------------------- | ---------------------------------------- | ---------- | ---------- | ---------- | ---------- | ---------- | ---------- |
| 1                          | Siegfried Spielmann (Düsseldorf)         | 16:0       | 3200       | 139        | 23,02      | 33,33      | 179        |
| 2                          | August Tiedtke (Saarbrücken)             | 14:2       | 2930       | 173        | 16,93      | 36,36      | 139        |
| 3                          | Ernst Rudolph (Köln)                     | 11:5       | 2700       | 192        | 14,06      | 23,52      | 89         |
| 4                          | Norbert Witte (Oberhausen)               | 9:7        | 2751       | 193        | 14,25      | 22,22      | 123        |
| 5                          | Josef Bolz (Köln)                        | 8:8        | 2348       | 219        | 10,72      | 12,50      | 77         |
| 6                          | Joachim Eiter (Münster)                  | 6:10       | 2812       | 236        | 11,91      | 15,38      | 84         |
| 7                          | Ewald Kajan (Duisburg)                   | 4:12       | 1904       | 256        | 7,43       | 10,81      | 85         |
| 8                          | Matthias Metzemacher (Bergisch Gladbach) | 2:14       | 2437       | 293        | 8,31       | 8,69       | 80         |
| 9                          | Walter Zill (Gelsenkirchen)              | 2:14       | 2013       | 261        | 7,71       | 8,33       | 52         |
| Turnierdurchschnitt: 11,77 |                                          |            |            |            |            |            |            |